# Marko Pajač
Marko Pajač (Zágráb, 1993. május 11. –) horvát többszörös utánpótlás válogatott labdarúgó, jelenleg a Cagliari játékosa, de kölcsönben a Genoanál szerepel. A középpálya közepén valamint a két szélen is bevethető.

## Pályafutása
NK Zelina labdarúgójaként kezdte karrierjét, majd 13 évesen NK Varaždin csapatához igazolt.
Felnőtt bemutatkozása nem sikerült túl jól, 2011. július 24-én debütált későbbi csapata a Lokomotiva Zagreb elleni vesztes mérkőzésen.
Pár nappal később, július 30-án már az Európa-liga selejtezőjében kapott lehetőséget az andorrai FC Lusitanos ellen, ami eddigi egyetlen jegyzett nemzetközi kupa mérkőzése.
2012 nyarán átigazolt a Lokomotiva Zagreb csapatához, de egyből kölcsönadták a második ligában vitézkedő NK Sesvete egyesületéhez. 2013-2014 szezonban epizódszerepeket kapott az első osztályban, míg a következő kiírásban már kezdőben találta magát.
Felfigyelt rá a Videoton FC stábja és 2014 augusztusában le is szerződtette a magyar egyesület. Egy idény alatt csak a fehérváriak utánpótlás csapatában játszott, a felnőttek között egyszer sem lépett pályára, majd a szlovén Celjéhez szerződött. 2016 nyarán az olasz Cagliari szerződtette.

## Válogatott
Többszörös utánpótlás válogatott, több korosztályban is magára húzhatta a nemzeti válogatott mezét. Játszott a 2012-ben megrendezett U19-es labdarúgó Európa-bajnokságon és a 2013-as U20-as labdarúgó-világbajnokságon. Utóbbin bekerült válogatottjával a legjobb 16 közé.